# Dileita Mohamed Dileita

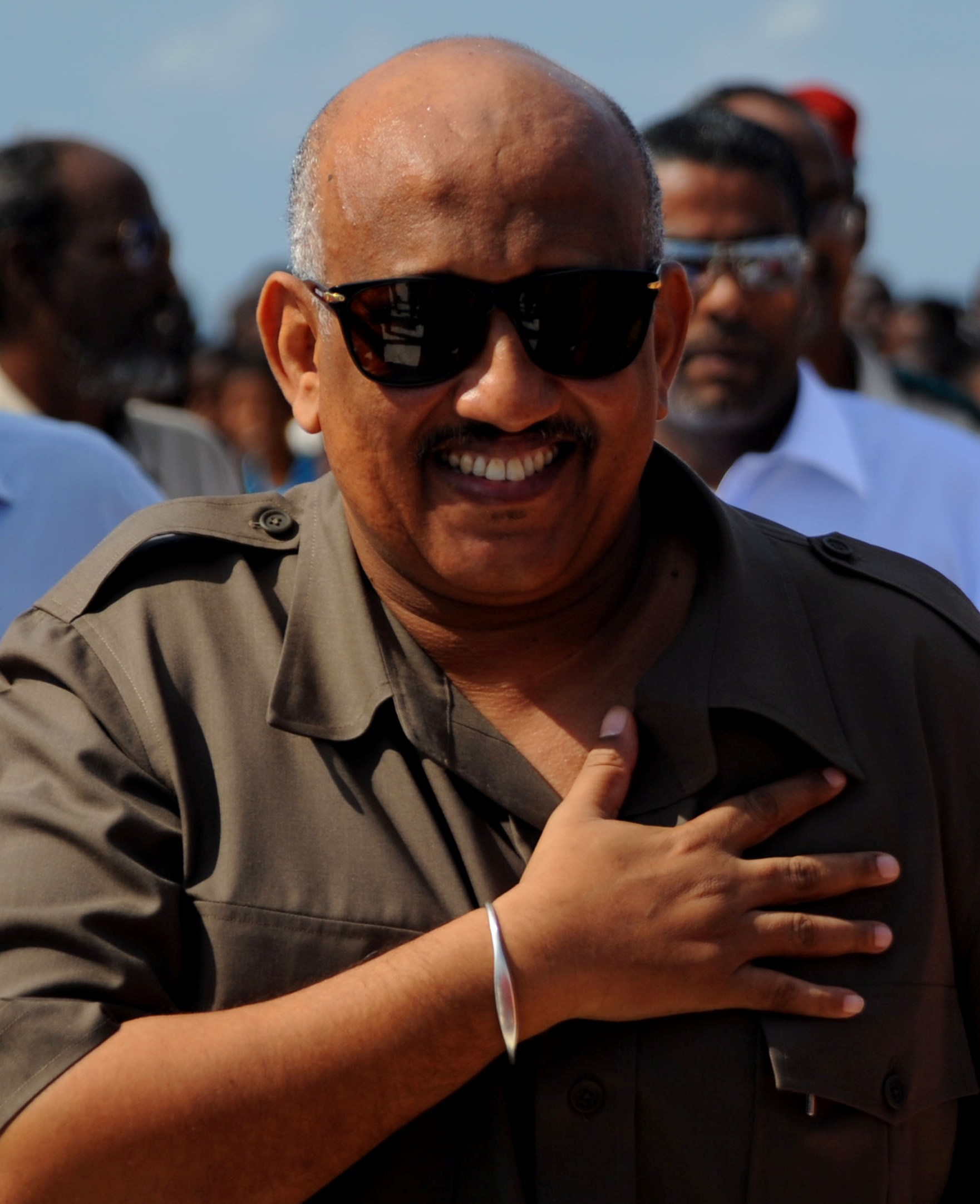
Dileita Mohamed Dileita

Dileita Mohamed Dileita (Tadjourah, 12 maart 1958) was van 2001 tot 2013 premier van Djibouti. Hij was tevens vicevoorzitter van de RPP, de grootste politieke partij in zijn land. Zij vormden een coalitie met FRUD.
Dileita is een Afar, die een grote etnische groep in Djibouti vormen. Hij studeerde in Caïro en Reims en behaalde in 1981 in de Algerijnse stad Médéa zijn diploma. Op 4 maart 2001 volgde Dileita Barkat Gourad Hamadou op als premier van Djibouti. Dileita werd zelf op 1 april 2013 opgevolgd door Abdoulkader Kamil Mohamed. 